# In antwoord op uw vraag
In antwoord op uw vraag is een hoorspel van James G. Harris. Enquiry werd op 6 september 1976 door de RIAS (Rundfunk im amerikanischen Sektor Berlins) uitgezonden onder de titel Ja oder nein? Clem Schouwenaars vertaalde het en de BRT zond het uit op zondag 20 november 1977. De regisseur was Jos Joos. De uitzending duurde 30 minuten.

## Rolbezetting
- Alex Wilequet (Fred)
- Marga Neirynck (Madge)
- Emmy Leemans (Bunny)

## Inhoud
Een echtpaar bij het ontbijt. Hij leest de krant en zij probeert zijn aandacht te trekken. Ze zou van hem nu toch ‘ns een eerlijk antwoord op een eenvoudige vraag willen krijgen. Die vraag luidt: “Heb jij Bunny aangeraakt?” Bunny is het dienstmeisje en ze is zo’n 20 jaar jonger dan de vrouw des huizes. Daar hij een welbespraakte advocaat is en haar bewijst, dat ze ten eerste haar vragen preciezer moet stellen en dat er ten tweede geen eenvoudige, duidelijke vragen en antwoorden bestaan, blijft ze met haar vraag zitten. De ondervraging krijgt een verrassend slot...